# ベルンハルト・ロートマン
ベルンハルト・ロートマン（Bernhard Rothmann、1495年 - 1535年6月25日）は、16世紀のドイツの神学者。神聖ローマ帝国で発生したミュンスターの反乱の指導者の一人である。
ミュンスター近郊のシュタトローン出身。職人の息子だったが、若い頃から優秀だったため兄弟団で学び、マインツ大学で修士号を取得、1529年から、ミュンスター市内の聖モーリツ教会司祭となったが、ルターの宗教改革に共鳴し、1531年、ヴィッテンベルク、南ドイツ各地、ストラスブールに赴き、宗教改革者たちと交流した。7月にミュンスターに戻り、宗教改革を訴え、1532年には聖ランベルティ教会の司祭になったが、このころから急進化し、再洗礼派に接近しはじめる。市内のギルドからは支持されたが、反ルター的傾向を明確にし始めたミュンスター市当局とルター派に警戒され、一時は職を解かれるが、ギルドの圧力で復職した。このような状況の中で、アナバプテストたちがミュンスター市に集まりだし、1533年11月にロートマン追放令が出されたが、彼は町に留まることができた。そして1534年1月、ロートマンはじめ、市内のロートマン派の全員が再洗礼を受け、アナバプテストへと転向した。2月には、市議会議場がアナバプテストに占拠されたが、司教率いる帝国諸侯軍に市は包囲される。
そして、ヤン・マティアスがミュンスターに到着すると、彼が市の指導者となりロートマンは、その下につくこととなる。まもなくマティアスは戦死するが、ヤン・ファン・ライデンがその地位を引き継ぎ、独裁者となって新エルサレム王に即位、一夫多妻制、貨幣の廃止などの暴政をおこなった。ロートマンは王の宮廷の神学者となり、自身も複数の妻を娶り、市外の再洗礼派に協力を要請する書簡を送るなどして仕えた。包囲から1年後の1535年に諸侯軍が市内に突入し、再洗礼派を殲滅したが、この時から消息不明となる。死体は見つからなかったが、戦死しただろうと考えられている。

## 関連作品
- 『Q』 - 歴史小説　作者：ルーサー・ブリセット、翻訳:さとう ななこ 東京創元社